# Horkelia howellii
Horkelia howellii är en rosväxtart som beskrevs av Per Axel Rydberg. Horkelia howellii ingår i släktet Horkelia och familjen rosväxter. Inga underarter finns listade i Catalogue of Life.